# Brøndby IF sæson 2014-15
|  | Denne artikel eller sektion om sport er forældet eller ikke opdateret. Se artiklens diskussionsside eller historik. |

2014-15-sæsonen er Brøndbys 34. sæson i træk i den bedste danske fodboldrække, 25. i træk i Superligaen, og 49. år hvor den har eksisteret som fodboldklub. Brøndby deltog i Europa League denne sæson, efter at være blevet nummer 4. i Superligaen 2013-14.

## Holdet
As 2 September 2014.
Note: Flag indikerer landshold som defineret i FIFA's berettigelsesregler. Spillere kan have en eller flere ikke-FIFA nationaliteter.
| Nr. |           | Position | Navn                                |
| --- | --------- | -------- | ----------------------------------- |
| 1   | Finland   | MM       | Lukas Hradecky                      |
| 5   | Danmark   | FO       | Martin Albrechtsen (viceanfører)    |
| 6   | Danmark   | MI       | Martin Ørnskov                      |
| 7   | Danmark   | MI       | Thomas Kahlenberg (anfører)         |
| 8   | Argentina | MI       | Alexander Szymanowski               |
| 9   | Finland   | AN       | Teemu Pukki (på leje fra Celtic FC) |
| 10  | Paraguay  | AN       | Ariel Nuñez                         |
| 11  | Sverige   | AN       | Johan Elmander                      |
| 12  | Danmark   | FO       | Frederik Holst                      |
| 13  | Sverige   | FO       | Johan Larsson                       |
| 14  | Norge     | MI       | Elbasan Rashani                     |
| 16  | Danmark   | MM       | Michael Falkesgaard                 |

| Nr. |                | Position | Spiller                                      |
| --- | -------------- | -------- | -------------------------------------------- |
| 17  | Danmark        | FO       | Riza Durmisi                                 |
| 18  | Sydafrika      | MI       | Lebogang Phiri                               |
| 19  | Danmark        | MI       | Christian Nørgaard                           |
| 20  | Danmark        | AN       | Dario Dumic                                  |
| 21  | Danmark        | MI       | Andrew Hjulsager                             |
| 22  | Danmark        | FO       | Daniel Agger                                 |
| 23  | Danmark        | FO       | Patrick da Silva                             |
| 24  | Nordmakedonien | MI       | Ferhan Hasani                                |
| 25  | Island         | FO       | Holmberg Fridjonsson (på leje fra Celtic FC) |
| 29  | Danmark        | AN       | Nikolai Laursen                              |
| 30  | Danmark        | MM       | Andreas Hansen                               |

### På lejeaftaler
Note: Flag indikerer landshold som defineret i FIFA's berettigelsesregler. Spillere kan have en eller flere ikke-FIFA nationaliteter.
| Nr. |         | Position | Navn                                                                      |
| --- | ------- | -------- | ------------------------------------------------------------------------- |
| —   | Danmark | MI       | Kristian Andersen (i HB Køge indtil 30. juni 2015 - slut på kontrakt)     |
| —   | Danmark | FO       | Mads Nielsen (i Brønshøj BK indtil 30. juni 2015 - slut på kontrakt)      |
| —   | Sverige | FO       | Michael Almebäck (i Esbjerg fB indtil 31. december 2015 - med købsoption) |
| —   | Danmark | FO       | Svenn Crone (i Brønshøj BK indtil 30. juni 2015)                          |
| —   | Norge   | FO       | Fredrik Semb Berge (i Molde FK 31. december 2015)                         |
| —   | Danmark | FO       | Malthe Johansen (i FC Porto indtil 30. juni 2015)                         |

## Competitions

### Overblik
| Turnering     | Rekord | Rekord | Rekord | Rekord | Rekord | Rekord | Rekord | Rekord  |
| Turnering     | K      | V      | U      | T      | MF     | MA     | MD     | Sejr %  |
| ------------- | ------ | ------ | ------ | ------ | ------ | ------ | ------ | ------- |
| Superliga     | 14     | 6      | 3      | 5      | 19     | 15     | +4     | 42,86%  |
| DBU Pokalen   | 1      | 1      | 0      | 0      | 3      | 1      | +2     | 100 %   |
| Europa League | 2      | 0      | 0      | 2      | 0      | 5      | -5     | 0 %     |
| Total         | 17     | 7      | 3      | 7      | 22     | 21     | +1     | 41,18 % |

### Samlet
| Turnering          | Indtrådt                   | Nuværende placering / runde | Finale placering / runde   | Første kamp | Sidste kamp |
| ------------------ | -------------------------- | --------------------------- | -------------------------- | ----------- | ----------- |
| Superligaen        | —                          | 5.                          |                            | 20. juli    |             |
| DBU Pokalen        | Tredje runde               | Fjerde runde                |                            | 29. oktober |             |
| UEFA Europa League | Tredje kvalifikationsrunde | —                           | Tredje kvalifikationsrunde | 31. juli    | 7. august   |

Sidst opdateret: 10. november
Source: Turneringer

### Superligaen

#### Ligtabel
| Pos | Hold                | K  | V  | U  | T  | Mf | Mi | +/- | P  | Kvalifikation eller Nedrykning                          |
| --- | ------------------- | -- | -- | -- | -- | -- | -- | --- | -- | ------------------------------------------------------- |
| 1   | FC Midtjylland (M)  | 33 | 22 | 5  | 6  | 64 | 34 | +30 | 71 | UEFA Champions League 2015–16 Anden kvalifikationsrunde |
| 2   | FC København (Q)    | 33 | 20 | 7  | 6  | 40 | 22 | +18 | 67 | UEFA Europa League 2015–16 Anden kvalifikationsrunde    |
| 3   | Brøndby (Q)         | 33 | 16 | 7  | 10 | 43 | 29 | +14 | 55 | UEFA Europa League 2015–16 Første kvalifikationsrunde   |
| 4   | Randers FC (Q)      | 33 | 14 | 10 | 9  | 39 | 28 | +11 | 52 | UEFA Europa League 2015–16 Første kvalifikationsrunde   |
| 5   | AaB                 | 33 | 13 | 9  | 11 | 39 | 31 | +8  | 48 |                                                         |
| 6   | FC Nordsjælland     | 33 | 13 | 5  | 15 | 39 | 44 | −5  | 44 |                                                         |
| 7   | Hobro               | 33 | 11 | 10 | 12 | 40 | 47 | −7  | 43 |                                                         |
| 8   | Esbjerg             | 33 | 10 | 10 | 13 | 47 | 45 | +2  | 40 |                                                         |
| 9   | OB                  | 33 | 11 | 7  | 15 | 35 | 43 | −8  | 40 |                                                         |
| 10  | SønderjyskE         | 33 | 7  | 16 | 10 | 35 | 44 | −9  | 37 |                                                         |
| 11  | FC Vestsjælland (N) | 33 | 9  | 6  | 18 | 31 | 52 | −21 | 33 | Nedrykning til 1. division 2015-16                      |
| 12  | Silkeborg (N)       | 33 | 2  | 8  | 23 | 26 | 59 | −33 | 14 | Nedrykning til 1. division 2015-16                      |

Opdateret til og med 7. juni 2015.
Kilde: Superligaen
Regler for klassifikation: 
1) points; 2) målforskel; 3) antal mål scorede.

#### Resultatoverblik
| Samlet | Samlet | Samlet | Samlet | Samlet | Samlet | Samlet | Samlet | Hjemme | Hjemme | Hjemme | Hjemme | Hjemme | Hjemme | Ude | Ude | Ude | Ude | Ude | Ude |
| K      | V      | U      | T      | MF     | MI     | MD     | P      | V      | U      | T      | MF     | MI     | MD     | V   | U   | T   | MF  | MI  | MD  |
| ------ | ------ | ------ | ------ | ------ | ------ | ------ | ------ | ------ | ------ | ------ | ------ | ------ | ------ | --- | --- | --- | --- | --- | --- |
| 14     | 6      | 3      | 5      | 19     | 15     | +4     | 21     | 5      | 1      | 1      | 13     | 4      | +9     | 1   | 2   | 4   | 6   | 11  | −5  |

#### Resultater runder for runde
| Runde     | 1  | 2 | 3 | 4 | 5 | 6 | 7 | 8 | 9 | 10 | 11 | 12 | 13 | 14 | 15 | 16 | 17 | 18 | 19 | 20 | 21 | 22 | 23 | 24 | 25 | 26 | 27 | 28 | 29 | 30 | 31 | 32 | 33 |
| --------- | -- | - | - | - | - | - | - | - | - | -- | -- | -- | -- | -- | -- | -- | -- | -- | -- | -- | -- | -- | -- | -- | -- | -- | -- | -- | -- | -- | -- | -- | -- |
| Stadion   | A  | H | A | H | H | A | H | A | A | H  | H  | A  | H  | A  | H  | A  |    |    |    |    |    |    |    |    |    |    |    |    |    |    |    |    |    |
| Resultat  | L  | W | L | D | W | W | L | L | D | W  | W  | D  | W  | L  |    |    |    |    |    |    |    |    |    |    |    |    |    |    |    |    |    |    |    |
| Placering | 12 | 6 | 9 | 9 | 6 | 3 | 6 | 7 | 7 | 6  | 5  | 5  | 3  | 5  |    |    |    |    |    |    |    |    |    |    |    |    |    |    |    |    |    |    |    |

Sidst opdateret: 9 November 2014.
Kilde: Competitive matches

Stadion: U = Udebane; H = Hjemmebane. 
Resultat: U = Uafgjort; N = Nederlag; V - Vundet; Ud = Udsat.

#### Kampe

##### Juli
| 20. juli 2014 20:00 CEST 1 |

| Midtjylland                              | 3 - 1  | Brøndby        |
| ---------------------------------------- | ------ | -------------- |
| Hassan 39' · Rasmussen 64' · Onuachu 86' | Report | Makienok 68' · |

| MCH Arena Tilskuere: 9,548 Dommer: Michael Tykgaard |

| 28. juli 2014 20:00 CEST 2 |

| Brøndby                 | 2 – 0  | Silkeborg |
| ----------------------- | ------ | --------- |
| Núñez 48' · Phiri 90+2' | Report |           |

| Brøndby Stadion Tilskuere: 15,986 Dommer: Anders Poulsen |

##### August
| 3. august 2014 20:00 CEST 3 |

| Hobro                                  | 2 - 0  | Brøndby |
| -------------------------------------- | ------ | ------- |
| Thomas Hansen 14' (str.) · Hvilsom 75' | Report |         |

| DS Arena Tilskuere: 6,593 Dommer: Jakob Kehlet |

| 10. august 2014 20:00 CEST 4 |

| Brøndby    | 1 – 1  | OB            |
| ---------- | ------ | ------------- |
| Rashani 8' | Report | Høegh 90+1' · |

| Brøndby Stadion Tilskuere: 11,116 Dommer: Michael Johansen |

| 17. august 2014 17:00 CEST 5 |

| Brøndby           | 2 - 0  | SønderjyskE |
| ----------------- | ------ | ----------- |
| Makienok 49', 71' | Report |             |

| Brøndby Stadion Tilskuere: 9,962 Dommer: Jens Maae |

| 31. august 2014 17:00 CEST 6 |

| Nordsjælland | 0 - 3  | Brøndby                                     |
| ------------ | ------ | ------------------------------------------- |
|              | Report | Elmander 56' · Berge 65' · Kahlenberg 81' · |

| Farum Park Tilskuere: 7,689 Dommer: Lars Christoffersen |

##### September
| 14. september 2014 17:00 CEST 7 |

| Brøndby | 0 – 2  | Randers                   |
| ------- | ------ | ------------------------- |
|         | Report | Bjarnason 4' · Fall 82' · |

| Brøndby Stadion Tilskuere: 25.551 Dommer: Michael Tykgaard |

| 21. september 2014 16:30 CEST 8 |

| København                    | 1 - 0  | Brøndby                     |
| ---------------------------- | ------ | --------------------------- |
| Kadrii 50' 51' · Delaney 71' | Report | Thygesen 17' Kahlenberg 90' |

| Parken Tilskuere: 32,526 Dommer: Kenn Hansen |

| 28. september 2014 19:00 CEST 9 |

| Esbjerg                    | 2 - 2  | Brøndby                                                      |
| -------------------------- | ------ | ------------------------------------------------------------ |
| Andreasen 48' · Lekven 49' | Report | Kahlenberg 25' · Ørnskov 29' · Pukki 46' · Friðjónsson 79' · |

| Blue Water Arena Tilskuere: 10,650 Dommer: Jens Maae |

##### Oktober
| 5. oktober 2014 19:00 CEST 10 |

| Brøndby        | 2 - 1  | AaB               |
| -------------- | ------ | ----------------- |
| Pukki 44', 69' | Report | Frederiksen 74' · |

| Brøndby Stadion Tilskuere: 15,412 Dommer: Anders Poulsen |

| 19. oktober 2014 17:00 CEST 11 |

| Brøndby                                                                | 5 - 0  | FC Vestsjælland |
| ---------------------------------------------------------------------- | ------ | --------------- |
| Kahlenberg 15' · Pukki 62' · Hjulsager 62' · Durmisi 81' · Rashani 88' | Report |                 |

| Brøndby Stadion Tilskuere: 12,190 Dommer: Jakob Kehlet |

| 26. oktober 2014 20:00 CET 12 |

| Esbjerg | 0 - 0  | Brøndby |
| ------- | ------ | ------- |
|         | Report |         |

| Blue Water Arena Tilskuere: 10,077 Dommer: Kristoffer Kristoffersen |

##### November
| 2. november 2014 18:30 CET 13 |

| Brøndby       | 1 - 0  | Randers    |
| ------------- | ------ | ---------- |
| Pukki 52' 87' | Report | Agesen 36' |

| Brøndby Stadion Tilskuere: 12,497 Dommer: Peter Rasmussen |

| 9. november 2014 17:00 CET 14 |

| Hobro                            | 3 - 0  | Brøndby |
| -------------------------------- | ------ | ------- |
| Berggreen 53', 57' · Hvilsom 86' | Report |         |

| DS Arena Tilskuere: 4,389 Dommer: Jakob Kehlet |

| 23. november 2014 17:00 CET 15 |

| Brøndby | -      | SønderjyskE |
| ------- | ------ | ----------- |
|         | Report |             |

| Brøndby Stadion |

| 30. november 2014 17:00 CET 16 |

| Nordsjælland | -      | Brøndby |
| ------------ | ------ | ------- |
|              | Report |         |

| Farum Park |

### DBU Pokalen
| 29. oktober 2014 20:30 CET Third round |

| Fremad Amager | 1 - 3  | Brøndby                                            |
| ------------- | ------ | -------------------------------------------------- |
| Krogdahl 88'  | Report | Pukki 21' · Ørnskov 25' (str.) · Friðjónsson 73' · |

| Sundby Idrætspark |

| --:-- CET Fourth round |

| TBD | -         | TBD |
| --- | --------- | --- |
|     | [ Report] |     |

|  |

### UEFA Europa League

#### Tredje kvalifikationsrunde
| 31. juli 2014 20:30 CEST First leg |

| Club Brugge                             | 3 – 0  | Brøndby |
| --------------------------------------- | ------ | ------- |
| Duarte 14' · Castillo 30' · Vázquez 63' | Report |         |

| Jan Breydel Stadion, Bruxelles Tilskuere: 24,217 Dommer: Vladislav Bezborodov (Rusland) |

| 7. august 2014 20:00 CEST Second leg |

| Brøndby | 0 – 2  | Club Brugge                     |
| ------- | ------ | ------------------------------- |
|         | Report | Castillo 38' · Fernando 45+1' · |

| Brøndby Stadion, Brøndby Tilskuere: 10,046 Dommer: Alon Yefet (Israel) |

## Statistik

### Topscorer
Opdateret 9. november 2014
Dette inkluderer alle officielle kampe. Denne liste er sorteret efter trøjenummer, når samlet antal mål er ens.
| Rank  | Pos     | No.     | Spiller              | Superliga | Pokal | Europa League | Total |
| ----- | ------- | ------- | -------------------- | --------- | ----- | ------------- | ----- |
| 1     | AN      | 9       | Teemu Pukki          | 5         | 1     | 0             | 6     |
| 2     | AN      | 9^      | Simon Makienok       | 3         | 0     | 0             | 3     |
| 3     | MI      | 7       | Thomas Kahlenberg    | 2         | 0     | 0             | 2     |
| 3     | MI      | 14      | Elba Rashani         | 2         | 0     | 0             | 2     |
| 3     | MI      | 25      | Hólmbert Friðjónsson | 1         | 1     | 0             | 2     |
| 6     | FO      | 3       | Fredrik Semb Berge   | 1         | 0     | 0             | 1     |
| 6     | MI      | 6       | Martin Ørnskov       | 0         | 1     | 0             | 1     |
| 6     | AN      | 10      | José Ariel Núñez     | 1         | 0     | 0             | 1     |
| 6     | AN      | 11      | Johan Elmander       | 1         | 0     | 0             | 1     |
| 6     | FO      | 17      | Riza Durmisi         | 1         | 0     | 0             | 1     |
| 6     | MI      | 18      | Lebogang Phiri       | 1         | 0     | 0             | 1     |
| 6     | MI      | 21      | Andrew Hjulsager     | 1         | 0     | 0             | 1     |
| #     | Selvmål | Selvmål | Selvmål              | 0         | 0     | 0             | 0     |
| TOTAL | TOTAL   | TOTAL   | TOTAL                | 19        | 3     | 0             | 22    |

Note: ^ indikerer at spiller har forladt klubben i løbet af sæsonen.

### Rent bur
Opdateret 9. november 2014
Dette inkluderer alle officielle kampe. Denne liste er sorteret efter trøjenummer, når rent bur er ens.
| Rnk   | Pos   | No.   | Spiller        | Superliga | Pokal | Europa League | Total |
| ----- | ----- | ----- | -------------- | --------- | ----- | ------------- | ----- |
| 1     | MM    | 1     | Lukas Hradecky | 6         | 0     | 0             | 6     |
| TOTAL | TOTAL | TOTAL | TOTAL          | 6         | 0     | 0             | 6     |